# Haganon
Ne doit pas être confondu avec Haganon (évêque).
Haganon, connu pour avoir été favori du roi Charles III le Simple, serait, selon Jacques François Laurent Devisme, natif de Laon et issu du milieu militaire.
D'autres sources le donnent cousin de la reine Frédérune (Frérone),.

## Biographie
Lorsque Charles III devient roi de Lotharingie en 911, il s'appuie sur les parents de son épouse Frédérune, qui appartient à une puissante famille germanique implantée dans ce royaume, et leur concède des honores (honneurs) pour faire contrepoids aux grands de Francie occidentale.
En 919, il prend Haganon comme notaire-chancelier ce qui déplait fortement aux grands seigneurs. Jaloux d'Haganon qu'ils accusent d'« être né de parents obscurs », mécontents des fréquents séjours du roi en Lotharingie, ils fomentent une révolte, avec à leur tête Robert, duc des Francs, frère du précédent roi Eudes.
Elle éclate en 922, quand Charles retire à sa tante Rothilde, fille de Charles II le Chauve et belle-mère d'Hugues le Grand, l'abbaye de Chelles pour la donner à Haganon. 
Cette rébellion se termine par la proclamation de la déchéance de Charles, qui doit s'enfuir en Lotharingie, et l'élection comme roi de Robert Ier le 29 juin 922, sacré le lendemain, 30 juin, à Reims par Gautier, l’archevêque de Sens.

## Pour aller plus loin